# Halichoeres dimidiatus
Halichoeres dimidiatus (Agassiz, 1831) è un pesce di acqua salata appartenente alla famiglia Labridae.

## Distribuzione e habitat
Proviene dalla barriere coralline del sud-est dell'oceano Atlantico, in particolare lungo le coste del Sud America, tra Brasile e Guiana francese. Nuota in zone ricche di coralli, talvolta anche di detriti, tra i 3 e i 60 m di profondità.

## Descrizione
Presenta un corpo allungato, non particolarmente compresso ai lati e con la testa dal profilo abbastanza arrotondato. I maschi adulti somigliano molto agli adulti di Halichoeres cyanocephalus, ma si distinguono da questi ultimi per il numero inferiore di raggi della pinna dorsale, 11 invece di 12. A causa della differenza poco evidente, questa specie veniva prima classificata come H. cyanocephalus.
La colorazione è prevalentemente blu, spesso con una fascia gialla sul dorso più o meno grande in base all'età. Gli esemplari giovanili e le femmine si riconoscono per una macchia nera nei pressi della pinna caudale.

## Biologia

### Comportamento
Gli esemplari giovanili di questa specie, come molti altri labridi, si nutrono ripulendo altri pesci (Acanthuridae, Castagnole e Triglie)  dai parassiti esterni. Gli adulti nuotano più in profondità, spesso solitari.

### Riproduzione
È oviparo e la fecondazione è esterna; non ci sono cure nei confronti delle uova.

## Conservazione
Questa specie viene classificata come "a rischio minimo" (LC) dalla lista rossa IUCN perché è diffusa in diverse aree protette e non sembra essere minacciata da particolari pericoli, anche se la sua biologia non è ancora molto nota.